# التيار الشعبي المصري
التيار الشعبي المصري هو تجمع سياسى قائم علي الوطنية الجامعة أسسه المرشح السابق لرئاسة الجمهورية حمدين صباحي عقب ثورة 25 يناير.

## رؤيته السياسية
يرفض هيمنة أو انفراد طرف بمستقبل الثورة، ويؤكد إيمانه بدور الدين والقيم الروحية، ويقدم فهما واعيا مستنيرا معتدلا للدين الذي يدعو للحرية والعدل والمساواة والتقدم والمحبة، ويرفض التمييز بين البشر على أساس المعتقد أو الجنس أو اللون، كما يرفض احتكار أي طرف للحديث باسم الدين. كما يؤمن بدور القوات المسلحة في الدفاع عن الوطن واستقلال أراضيه، وحماية أمنه الوطنى والقومى، ويرفض أي إقحام للجيش في الشئون السياسية والحزبية.
والتيار الشعبى المصرى يرى أن التقدم تصنعه نظرة متكاملة إلى مراحل التاريخ، للاستفادة من إنجازات ودروس ثوراته العظيمة في تاريخه الحديث، منذ ثورة القاهرة الكبرى، مرورا بوقفة أحمد عرابى طلبا للمساواة والحرية، وثورة 1919 التي نادت بالدستور والجلاء، وثورة 23 يوليو وقد حققت العدل الاجتماعى والاستقلال الوطنى وتطلعت إلى الوحدة العربية، وصولا إلى ثورة 25 يناير وأهدافها في الحرية والعدالة الاجتماعية والكرامة الإنسانية، كشعارات تمثل جوهر نظام جديد يحقق نهضة شاملة تضع مصر في مكانها الطبيعى بين الدول المتقدمة في المدى المنظور، وذلك عبر:
1. نظام سياسى ديمقراطى في إطار دولة وطنية مدنية ديمقراطية حديثة، تجسد مبدأ السيادة للشعب وأنه مصدر كل السلطات؛ يقوم على دستور جديد يصون الحريات العامة، ويحقق الفصل بين السلطات، ويعيد بناء مؤسسات الدولة، ويحفظ استقلال القضاء وحرية الاعلام والصحافة والإبداع والتفكير والعقيدة، ويساوى بين المواطنين في الحقوق والواجبات، ويقيم دولة القانون والمؤسسات.
2. - عدالة اجتماعية تقوم على تحول اجتماعى جذرى، أساسه مشروع للتنمية الشاملة المستقلة، تضمن تكافؤ الفرص وكفاية الإنتاج وعدالة التوزيع، وتحافظ على الثروة الوطنية من التبديد والنهب، وتضمن الحقوق الاقتصادية والاجتماعية للمصريين في الغذاء والمسكن والرعاية الصحية والتعليم والعمل والأجر العادل والتأمين الشامل والبيئة النظيفة.
3. كرامة إنسانية يحميها استقلال وطنى يستعيد مكانة مصر ودورها القائد لأمتها العربية والرائد لقارتها الأفريقية، وتعود كما كانت منارة لعالمها الاسلامى، وتبنى كتلة دولية جديدة تتصدى للعولمة المتوحشة ومشروعات الهيمنة، وتدعم خيار المقاومة المشروعة ضد الاحتلال في فلسطين والعراق وغيرهما، وتؤمن بالقيم الإنسانية النبيلة، وتنحاز لها في بناء نظام دولى جديد.

## مجلس امناء التيار
1. حمدين صباحي
2. عبد الحليم قنديل
3. إسعاد يونس
4. محمد العدل
5. عزازى على عزازى
6. بهاء طاهر
7. عبد الخالق فاروق
8. عبد الحكيم عبد الناصر
9. جمال فهمى
10. باسم كامل (سياسي)
11. خالد يوسف
12. نورا حلمى
13. عمرو حلمى
14. عبد العظيم مغربى
15. جمال زهران
16. حسين عبد الغنى
17. شرين القاضى

## وصلات خارجية
- الموقع الرسمي للتيار الشعبي المصري
- الموقع على فيس بوك  على فيسبوك.